# Óscar Wirth
Óscar Raúl Wirth Lafuente (Santiago del Cile, 5 novembre 1955) è un ex calciatore cileno, di ruolo portiere, È il padre del portiere Rainer Wirth.